# Condylocnemis
Condylocnemis is een geslacht van rechtvleugeligen uit de familie sabelsprinkhanen (Tettigoniidae). De wetenschappelijke naam van dit geslacht is voor het eerst geldig gepubliceerd in 1895 door Redtenbacher.

## Soorten
Het geslacht Condylocnemis omvat de volgende soorten:
- Condylocnemis albomarginata Serville, 1838
- Condylocnemis callosa Brunner von Wattenwyl, 1895